# Gilles Peress
Gilles Peress (* 29. Dezember 1946 in Neuilly-sur-Seine, Frankreich) ist ein international tätiger französischer Fotograf und Fotojournalist.

## Leben
Peress studierte von 1966 bis 1968 Politikwissenschaft und Philosophie am Institut für Politische Studien in Paris. Anschließend besuchte er bis 1971 die Universität in Vincennes.
Seit seinem 24. Lebensjahr widmet sich Peress der Fotografie und wurde 1974 Mitglied der renommierten Fotografengenossenschaft Magnum Photos. 1984/85 war er ihr stellvertretender Vorsitzender sowie 1986/87 und erneut 1989/90 ihr Vorsitzender. Peress war u. a. als Fotojournalist für das Magazin The New Yorker tätig und als Lehrkraft für die Universität von Kalifornien in Berkeley tätig. Er stellt seit Ende der 1970er Jahre seine Arbeiten in bedeutenden internationalen Museen und Galerien aus, so etwa im MoMA, das eine große Sammlung seiner Abzüge besitzt.
In den Tagen um den 9. November 1989 entstand in Berlin seine Serie The Fall mit rund 68 großformatigen Doppelfotografien, die Peress 2004 im Rahmen einer Sonderausstellung von Besuchern mit persönlichen Kommentaren, Gedanken und Erinnerungen ergänzt und dann erstmals im Rahmen des Jubiläums 15 Jahre Mauerfall als kollektives Erinnerungsdokument der deutschen Geschichte veröffentlichte. Das Haus der Geschichte der Bundesrepublik Deutschland erwarb seine aus der Sonderausstellung von 2004 entstandene Installation The Fall mit Unterstützung der Stiftung der Deutschen Bank und des Berliner Kunstmäzens Dieter Rosenkranz. 2010 waren unter dem Titel Und dann war die Mauer weg seine Bilder von der Wendezeit im erneut im Haus der Geschichte der Bundesrepublik Deutschland und zeitgleich auch in Berlin und Leipzig zu sehen.
Weltweit hohe Anerkennung erhielt Peress vor allem durch seine emotionalen Bildberichte aus zahlreichen Krisengebieten, etwa aus Bosnien, vom Nordirlandkonflikt oder vom Völkermord in Ruanda.
Peress lebt und arbeitet in New York.

## Auszeichnungen und Preise
- 1996 International Center of Photography Infinity Award
- 1995 Dr.-Erich-Salomon-Preis
- 1994 International Center of Photography Infinity Award
- 1993 La Fondation de France Fellowship
- 1992 National Endowment for the Arts Fellowship
- 1992–1993 Guggenheim-Stipendium
- 1990 Art Matters Grant
- 1989 Ernst Haas-Preis, Art Director’s Club Award
- 1986 Gahan Fellowship, Harvard University
- 1984 National Endowment for the Arts Fellowship, W. Eugene Smith Award for Humanistic Photography
- 1983 Fondation Nationale pour la Photographie Grant, Imogen Cunningham Award
- 1981 Prix de la Critique Couleur, Prix du Premier Livre/Ville de Paris/Fondation Kodak Pathe, Overseas Press Club Award, Art Director’s Club Award, American Institute of Graphic Arts Award
- 1979 National Endowment for the Arts Fellowship

## Sammlungen
Werke von Gilles Perress finden sich u. a. in folgenden Museen:
- Kunst-Institut (Art Institute), Chicago
- Aris Council of Great Britain, London
- Nationalbibliothek (Bibliotheque Nationale), Paris
- First Bank of Minnesota, Minneapolis
- Fogg Art Museum, Harvard University
- Leitz-Stiftung (Fondation Leitz), Rueil-Malmaison, Frankreich
- Fondation Nationale pour la Photographie, Paris
- Internationales Fotografie-Museum, George Eastman Haus, Rochester, N.Y.
- Metropolitan Museum of Art, New York
- Institut für Kunst (Institute of Art), Minneapolis
- Museum für Moderne Kunst (Musee d’Art Moderne), Paris
- Museum of the Moving Image, New York City
- Museum of Fine Arts, Houston, Texas
- Museum für Moderne Kunst (Museum of Modern Art), New York
- Kunstmuseum (Museum of Art) Philadelphia
- Side Gallery, Newcastle-Upon-Tyne, England
- Kunst-Museum der Universität von Süd-Florida, Tampa
- Walker Kunst Center, Minneapolis
- Victoria und Albert Museum, London

## Bücher
- Telex. Iran. Aperture/Contrejour, 1984, Text von Gholam Hassan Saedi
- Farewell to Bosnia. Scalo Publishers, 1993, Text: Gilles Peress
- The Silence. Scalo Publishers, 1994, Text: Alison Des Forges
- Power In the Blood: Photographs of the North of Ireland. Jonathan Cape/Scalo, 1997, mit Texten von Nan Richardson und Gilles Peress
- Annals of the North. Steidl, Göttingen 2021, mit Chris Klatell.
- Whatever You Say, Say Nothing. Steidl, Göttingen 2021.

Artikel
- Guatemala: Die frommen Heiden.  In: Geo-Magazin. Hamburg 1980,4, S. 82–102. Fotos zum kulturell informativen Erlebnisbericht von Karl Günter Simon. ISSN 0342-8311
- Kolumbien: Jeder will nach Eldorado Geo 12/1977, Seite 8–42.  Verlag Gruner + Jahr, Hamburg, Fotos zum Bericht von Karl Günter Simon.
- Quebec: Die Franzosen der Neuen Welt. In: Geo-Magazin. Hamburg 1980,5, S. 80–100. Fotos zum informativen Erlebnisbericht von Klaus Harpprecht.   ISSN 0342-8311

## Video/Film
„A Peruvian Equation“ aus der Serie „The Magnum Eye,“ TV Tokyo, Japan, 1992